# 福伊爾塔爾貝格山

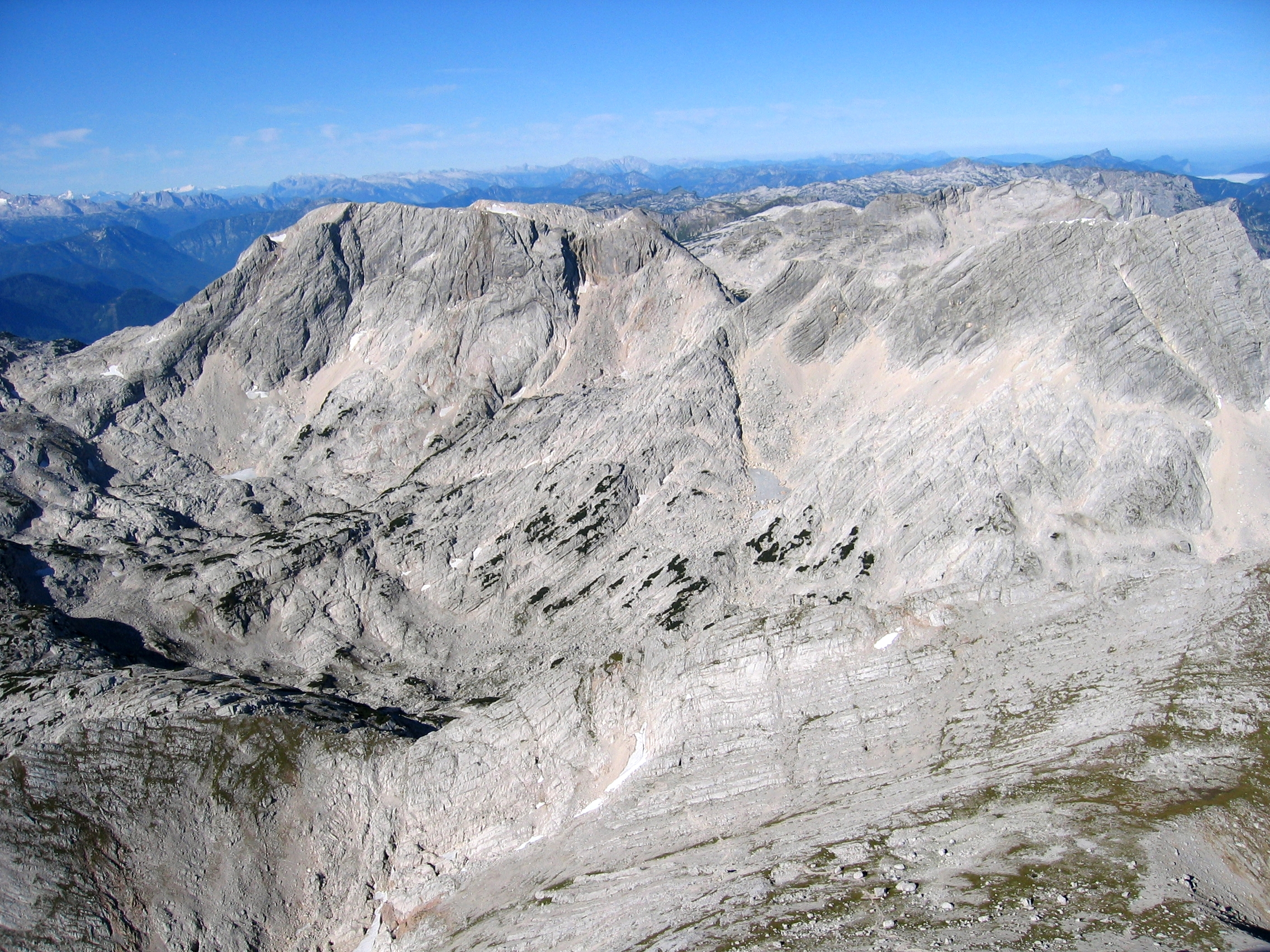

47°41′03″N 14°01′10″E / 47.684207°N 14.019491°E
福伊爾塔爾貝格山（德語：Feuertalberg），是奧地利的山峰，位於該國東南部，由施泰爾馬克州負責管轄，屬於托特斯山脈的一部分，距離大霍赫卡斯滕山2.2公里，海拔高度2,376米。